# Falciot cuaespinós de São Tomé
El falciot cuaespinós de São Tomé (Zoonavena thomensis) és una espècie d'ocell de la família dels apòdids (Apodidae) que habita el bosc de les muntanyes de l'illa de Príncipe i São Tomé.